# Bitwa o przylądek Gloucester
Bitwa o przylądek Gloucester – jedna z bitew wojny na Pacyfiku, stoczona w okresie od końca grudnia 1943 do kwietnia 1944 roku na Przylądku Gloucester, będącym częścią wyspy Nowa Brytania wchodzącej wówczas w skład terytorium Nowej Gwinei Australijskiej.
Bitwa była częścią operacji Cartwheel, głównej akcji strategicznej aliantów na południowo-zachodnim Pacyfiku przeprowadzonej na przełomie 1943 i 1944 roku, po amerykańskim zwycięstwie na Guadalcanalu. Głównym celem Amerykanów i Australijczyków było zdobycie i wykorzystanie japońskiego lotniska wojskowego na przylądku Gloucester. Miało to przyczynić się do jeszcze głębszej izolacji głównej bazy japońskiej w Rabaulu. Wtórnym celem było zapewnienie swobodnej żeglugi flot sprzymierzonych przez cieśninę oddzielającą Nową Brytanię od Nowej Gwinei. Przylądek był obsadzony przez japońską 17 Dywizję Piechoty przeniesioną niedawno z frontu chińskiego, pod dowództwem gen. Iwao Matsudy, wspartą przez 65 Brygadę Piechoty i elementy 51 Dywizji Piechoty.
Działania wstępne na przylądku rozpoczęły się 15 grudnia 1943 r., kiedy to elementy amerykańskie 1 Dywizji Piechoty Morskiej wylądowały na wyspie Arawe na południowo-centralnym wybrzeżu, by zablokować drogę japońskim posiłkom i dostawom zaopatrzenia ze wschodu na zachód. Pomimo zrzucenia 443 ton bomb na japońskie pozycje atak ten zakończył się dotkliwą porażką.
Główne działania rozpoczęły się 26 grudnia. Japońskie pozycje zostały ostrzelane przez amerykańską i australijską marynarkę wojenną i atakowane z powietrza. Od początku grudnia amerykańskie lotnictwo zrzuciło na przylądek 4000 ton bomb w 1845 lotach bojowych. Pierwszego dnia działań na 1 Dywizja Marines pod dowództwem gen. Williama H. Rupertusa wysadziła na brzeg 13 tys. żołnierzy i 7600 ton zaopatrzenia. Zadanie było o tyle łatwiejsze, że Japończycy prawie nie stawiali oporu na plażach i wycofali się, aby wplatać przeciwnika w długotrwałe walki w głębi lądu. Najkrwawsze było pierwszych pięć dni bitwy, kiedy trwały intensywne walki na bagnach oraz w dżungli, po których zdobyto lotnisko, główny cel operacji, oraz czubek przylądka Gloucester.
Do 6 stycznia Amerykanie wysadzili na brzegu dodatkowe 4,5 tys. żołnierzy. Japończycy także próbowali ściągać posiłki na drewnianych brakach, ale bez większego sukcesu. W połowie stycznia w skoncentrowanym ataku z użyciem ok. 400 dział udało się rozbić głównej siły japońskie na wyspie. Do 16 stycznia marines oczyścili cały obszar przylądka oraz zajęli kwaterę gen. Matsudy.